# Vintervägstjärnen, Gästrikland
Vintervägstjärnen är en sjö i Ockelbo kommun i Gästrikland och ingår i Testeboåns huvudavrinningsområde. Sjön har en area på 0,102 kvadratkilometer och ligger 243,1 meter över havet.

## Delavrinningsområde
Vintervägstjärnen ingår i det delavrinningsområde (676870-152859) som SMHI kallar för Utloppet av Bresiljorna. Medelhöjden är 286 meter över havet och ytan är 17,44 kvadratkilometer. Räknas de 52 avrinningsområdena uppströms in blir den ackumulerade arean 259,38 kvadratkilometer. Avrinningsområdets utflöde Testeboån (Grannäsån) mynnar i havet. Avrinningsområdet består mestadels av skog (83 procent). Avrinningsområdet har 1,71 kvadratkilometer vattenytor vilket ger det en sjöprocent på 9,8 procent.